# Expedito Araújo
Expedito Araújo, nome artístico de Expedito Ferreira de Araújo, é um gestor cultural, cientista social e ator brasileiro. Nasceu em São Paulo no dia 26 de dezembro de 1979. Estudou ciências sociais na UERJ (Rio de Janeiro) e artes cênicas na UNIRIO (Rio de Janeiro).
Atualmente reside em Maputo, Moçambique. Nesta cidade tem desenvolvido projetos sociais, culturais e de educação. Grande parte, voluntários. Tem seu foco de pesquisa e atuação em atividades relacionadas às interseções de artes cênicas, cultura, educação e saúde. Foi curador artístico do Programa Cultural Vivo EnCena, da Vivo por sete anos, de 2010 a 2017. Destaque de sua trajetória foi a passagem pela Secretaria de Cultura da Cidade de São Paulo de 2003 a 2010 onde implementou o projeto Teatro Vocacional e criou os projetos Dança, Música, Aldeias e Artes Visuais Vocacional em mais de 100 pontos da cidade. Entre suas atividades mais recentes encontram-se a consultoria em gestão cultural e cuidados paliativos na saúde para grupos locais no Timor Leste (2017). Também destacam-se em sua trajetória a curadoria de teatro do Metrô de São Paulo, a gerência de conteúdo da SP Escola de Teatro no ano de sua criação e colaborações para o site Cultura e Mercado, de Leonardo Brant, além de participar, como convidado, do Projeto Bando a Parte, do Teatrão, de Coimbra, em Portugal a partir da participação do seminário “Culturas Juvenis – Repensar a Cidadania a Partir da Experiência artística”. Atuou também como consultor do Projeto Ademar Guerra, do Governo do Estado de São Paulo e trabalhou como voluntário por mais de dez anos nas áreas de psicologia e cuidados paliativos do Hospital das Clínicas do Governo do Estado de São Paulo.

## Palestrante em Mesas-Redondas
- 2010 Repensar a Cidadania Através da Experiência Artística – Coimbra – Portugal Teatrão
- 2009 Sabatina Sobre Formação de Platéias – Rádio Jovem Pan AM E TV Jovem Pan On Line – SP.. Na
- 2009 Abertura Da III Mostra Fomento à Dança - Criação, Formação e Manutenção de Grupos – Galeria Olido – SP[4]
- 2009 Fórum de Diversidade Sexual – Espaço Satyros I – SP.[5]
- 2008 Assistência Social, Educação e Cultura: Possíveis Encontros – SESC Pinheiros – SP.
- 2008 Teatrocidade – Projetos de Formação e Aperfeiçoamento Teatral – Teatro Commune – SP.
- 2007 A Importância dos Fundamentos nas Danças Urbanas– Galeria Olido – SP.
- 2007 Rumos do Teatro Para Infância e Juventude – Ações Descentralizadas – Centro Cultural São Paulo – SP.[6]
- 2007 Encontro Educação e Cultura – Instituto Tomie Ohtake – SP.
- 2007 V Fórum Artístico Teatro de Animação – Cooperativa Paulista De Teatro – Teatro Fábrica – SP.
- 2007 Festival Internacional de Teatro Para Criança e Juventude – Pátio Dos Coletores de Cultura – Paidéia Associação Cultural – SP.
- 2006 Festival de Teatro Cidade Em Cena– Teatro Itália – SP.

## Idealizador e implementador de Projetos Culturais Públicos
- 2008 Projeto Música Vocacional – Secretaria Municipal De Cultura Da Cidade de São Paulo. Projeto de formação e difusão em música em ação em 20 pontos na cidade de São Paulo. (Atuou na coordenação geral até março/2010).[7][8]
- 2007 Projeto Dança Vocacional – Secretaria Municipal de Cultura da Cidade de São Paulo. (Em parceria com Iracity Cardoso, então assessora em dança da SMC - SP) Projeto de formação e difusão em dança em ação em 53 pontos na cidade de São Paulo. (Atuou na coordenação geral até março/2010).

- 2006 Projeto Teatro Vocacional – Secretaria Municipal de Cultura da Cidade de São Paulo. Plano de expansão para todos os bairros da cidade atingindo 101 pontos em 2008, início de programa de documentação e registro, efetivação de parcerias, sistematização para organização interna, além de apresentação de eixos de conduta para plano de ação até 2010, que inclui vetores de ação cultural na contemporaneidade como formação de redes, conectividade, transparência, visibilidade e sustentabilidade. (Atuou na coordenação geral até março/2010)[9]

## Publicações
- 2008 Núcleo Vocacional – Criação e Trajetória – Editora SMC-SP. Livro de 203 páginas apresentando conceito e prática do Núcleo Vocacional, da Secretaria Municipal de Cultura da Cidade de São Paulo e artigos e ensaios de convidados a cerca da ação dos projetos do Núcleo. (Assina autoria do texto institucional, organização do livro e coordenação geral e editorial.[10]

## Idealizador e Produtor de Projetos para a Rede SESC SP
- 2006 Quintanares– SESC Carmo – Projeto com espetáculos de dança, intervenções para alunos da rede estadual de ensino, dramatizações e leituras em praça pública, etc. A partir da obra de Mário Quintana. (Em parceria com Gloriete Luz e Marco Antonio Bogado.)
- 2005 ‘’’Teatro Intergeracional’’’ – SESC Araraquara – Projeto de teatro dividido em três módulos, com um caráter de continuidade com objetivo de fomentar a criação em espaços do SESC com jovens e terceira idade com reflexão crítica desta abordagem. (Em parceria com Gloriete Luz, Dedé Pacheco, Maria Ceccato, Maúde Salazar e Fabiana Cozza.)[11]

## Coordenador de Eventos Culturais
- 1999 Anos 1000 – Uma Leitura do Milênio Através de Shakespeare– Ciclo de leituras, palestras e estudos baseados na obra de Shakespeare. Centro Cultural Cândido Mendes – Teatro João Theotônio – RJ. (Como assistente de diretor, coordenador de palestras e

produtor.)
- 1998 Centenário Bertolt Brecht – Ciclo de leituras dramáticas de toda a obra do autor, comemorando Brecht 100 anos. Teatro Dulcina – RJ. (Como assistente de produção e coordenador de leituras.)

## Produtor Teatral
- 1999 Rei Lear – Leitura dramatizada da obra de Shakespeare. Direção: Aderbal Freire Filho e Gillray Coutinho. Teatro João Theotonio – RJ.
- 1999 Romeu e Juleita– Leitura dramatizada da obra de Shakespeare. Direção:Jacqueline Laurence. Teatro João Theotonio – RJ.
- 1998 O Espião – Leitura dramatizada da obra de Bertolt Brecht. Direção: Angela Leite Lopes. Espaço Cultural dos Correios – RJ.

## Docente, Orientador e Formador
- 2010 Workshop – O Ator Jogador na Tragicidade das Personagens de Plínio Marcos – Museu da Língua Portuguesa[12]
- 2009 Workshop – Ao Pé do Ouvido dos Becos de Goiás– Mergulho nos poemas de Cora Coralina – Museu da Língua Portuguesa[13]
- 2009 Workshop – Teatro – Improvisação no íntimo das palavras de Voltaire- Museu da Língua Portuguesa.[14]
- 2008 Workshop – Assis Em Cena – Interpretação a partir de contos de Machado de Assis. Museu da Língua Portuguesa
- 2008 Workshop – Capacitação sobre condutas e procedimentos artístico-pedagógicos para professores de artes. Fundac – Fundação de Caraguatatuba – Caraguatatuba - SP
- 2008 Workshop – Improvisação teatral e criação de cenas a partir da obra de Gilberto Freyre. Museu da Língua Portuguesa
- 2005 a 2009 Professor de Interpretação curso básico na Escola de Teatro Recriarte.

## Ator em TV
- 2009 Aline, Série - Rede Globo
- 2000 Aquarela do Brasil, Minissérie - Rede Globo

## Ator em Teatro
- 2005 Hécuba, de Eurípides – Direção: Esther Góes e Ariel Borghi. Teatro Municipal de Santos – Santos – SP.
- 2003 Para onde vai a escuridão quando a gente acende a luz?(Também produtor associado do espetáculo) De Paulo Borges – Direção: Hugo Possolo e Jairo Matos. Teatro do das Artes – SP
- 2002 Postcards de Atacama (II Mostra Cemitério de Automóveis) Texto e direção de Mário Bortolotto. CCSP – Espaço Ademar Guerra – SP.
- 2001 Somos - Coletânea teatral e musical com texto e direção de Diego de Diego. Teatro Goiânia – GO.
- 2000 Tanto faz (I Mostra Cemitério de Automóveis) Adaptação do livro de Reinaldo Moraes. Direção: Mário Bortolotto, Jairo Matos e Fernanda D’Umbra. CCSP – Espaço Ademar Guerra – SP.
- 1999 O Rouxinol, de Hans C. Andersen. Direção: João Gomes. Teatro SESC Copacabana – RJ e Teatro Miguel Falabella – RJ.
- 1998/99 Coriolano de Plutarco, Shakespeare e Bertolt Brecht. Direção: Caco Coelho. Espaço cultural dos correios – RJ.
- 1998 A resistível ascensão de Arturo Ui, e Bertolt Brecht. Direção: Antônio Abujamra e João Fonseca. Teatro Dulcina – RJ.
- 1995 Pequena história do mundo Texto e direção deDomingos Oliveira. Anfiteatro do Planetário da Gávea – RJ.